# Stefano Oppo
Stefano Oppo (Oristano, 12 de setembro de 1994) é um remador italiano, medalhista olímpico.

## Carreira
Oppo conquistou a medalha de bronze nos Jogos Olímpicos de Verão de 2020 em Tóquio na prova de skiff duplo leve, ao lado de Pietro Ruta, com o tempo de 6:14.30. Nos Jogos Olímpicos de Verão de 2024, em Paris, conquistou a medalha de prata na competição de skiff duplo leve masculino, ao lado de Gabriel Soares com o tempo de 6:13.33.